# Kurt Heegner
Kurt Heegner (Berlijn, 16 december 1893 – aldaar, 2 februari 1965) was een Duitse wiskundige, die niet aan een universiteit was verbonden. Hij is bekend om zijn ontdekkingen in de getaltheorie. 
Heegner publiceerde in 1952 een bewijs voor een klassiek probleem, dat aan het begin van de 19e eeuw was geformuleerd door de wiskundige Carl Friedrich Gauss, het zogenaamde, klassengetalprobleem, een belangrijk en langdurig openstaand probleem in de getaltheorie. Heegner zijn bewijs werd jarenlang niet aanvaard. Dit was hoofdzakelijk te wijten aan een aantal fouten in zijn publicatie. Maar nadat Harold Stark in 1969, onafhankelijk van Heegner, met een vergelijkbaar bewijs was gekomen, werd Heegner zijn werk alsnog als in essentie juist aanvaard, met een slechts kleine omissies in Heegner zijn bewijs. 